# Русіново (Славенський повіт)
Русіново (пол. Rusinowo) — село в Польщі, у гміні Постоміно Славенського повіту Західнопоморського воєводства.
Населення — 297 осіб (2011).
У 1975-1998 роках село належало до Слупського воєводства.

## Демографія
Демографічна структура станом на 31 березня 2011 року:
|          | Загалом | Допрацездатний вік | Працездатний вік | Постпрацездатний вік |
| -------- | ------- | ------------------ | ---------------- | -------------------- |
| Чоловіки | 148     | 39                 | 93               | 16                   |
| Жінки    | 149     | 32                 | 88               | 29                   |
| Разом    | 297     | 71                 | 181              | 45                   |